# Сиримбетський сільський округ
Сиримбе́тський сільський округ (каз. Сырымбет ауылдық округі, рос. Сырымбетский сельский округ) — адміністративна одиниця у складі Айиртауського району Північноказахстанської області Казахстану. Адміністративний центр — село Сиримбет.
Населення — 1280 осіб (2021; 2415 у 2009, 3412 у 1999, 4456 у 1989).
Станом на 1989 рік існували Даукаринська сільська рада (села Восточне, Даукара, Каракамис, Шолакозек) та Сиримбетська сільська рада (села Качиловка, Сарибулак, Сиримбет, Сулуколь, Шоккарагай, Юдинка). Село Юдинка було ліквідоване 2014 року, а село Качиловка — 2015 року.

## Склад
До складу округу входять такі населені пункти:
| Населений пункт  | Старі назви | Населення, осіб (1989) | Населення, осіб (1999) | Населення, осіб (2009) | Населення, осіб (2021) |
| ---------------- | ----------- | ---------------------- | ---------------------- | ---------------------- | ---------------------- |
| Даукара, село    | -           | 1035                   | 767                    | 540                    | 274                    |
| Єгіндиагаш, село | Восточне    | 366                    | 297                    | 196                    | 90                     |
| Каракамис, село  | -           | 453                    | 433                    | 353                    | 147                    |
| Качиловка, село  | -           | 263                    | 158                    | 30                     | -                      |
| Сарибулак, село  | -           | 263                    | 243                    | 138                    | 69                     |
| Сиримбет, село   | -           | 1053                   | 719                    | 635                    | 430                    |
| Сулуколь, село   | -           | 240                    | 190                    | 138                    | 96                     |
| Шоккарагай, село | -           | 366                    | 320                    | 225                    | 111                    |
| Шолакозек, село  | -           | 252                    | 218                    | 144                    | 63                     |
| Юдинка, село     | -           | 165                    | 67                     | 16                     | -                      |